# Дружество „Св. Йоан Кръстител“
Дружеството „Св. Йоан Кръстител“ – София, на македонците от земите под албанска власт, е патриотична и благотворителна обществена организация на македонски българи от района на Голо бърдо и Поле, съществувала в българската столица София.

## История
Основано е на 16 февруари 1929 година в София в локал „Радост“ на учредително събрание. Заседанието е открито от Вело Христов, проектоуставът му е изработен от комисия в състав Коста Баталов (председател) и членове Ламбо Витанов, Стамат Стаматов, Борис Георгиев, Вело Димитров, Антон Василев, Борис Борисов, Недан Дуков и Йове Христов. Сред основателите са още Димитър Илиев, Дойчин Дуков, Андрей Бисов, Нове Христов, Тодор Иванов, Божил Рокоманов, Вело Димитров, Нове Георгиев, Търне Недялков, Андон Василев, Никола Янков, Кръсто Велов, Борис Стоянов, Борис Бисов, Харалампи Иванов, Спас Иванов и Русе Кръстев.
Целта му е да подпомага българите в Албания за откриването на училища и църкви и за снабдяването им с нужните книги.